# Топлёное масло
Топлёное масло — молочный жир, получаемый из сливочного масла методом нагрева. Таким образом молочный жир отделяется от воды, молочных белков и молочного сахара.

## Состав и свойства
По ГОСТу в топлёном масле содержится не менее 99 % жира и не более 1 % воды. Важным свойством такого масла является более длительный срок хранения: 9 месяцев при t = 4±2 °C (у сливочного масла 4 недели при t = 3±2 °C). Низкое содержание влаги позволяет использовать его для жарки.

## Изготовление
Кастрюлю наполняют водой на одну четверть объёма. Нагревают воду до 40—45 °C и погружают в неё небольшие кусочки сливочного масла. Доводят до кипения. Молочный белок должен свернуться и выделиться в воду. Для улучшения свертываемости белка в масло могут добавить немного соли. Когда масло растопится, дают ему отстояться, затем чистый прозрачный жир сливают в отдельную ёмкость.
При промышленном производстве сливочное масло растапливают при температуре от 40 до 50 °C и отделяют от воды, молочного белка и молочного сахара с помощью центрифуги. Затем молочный жир кратковременно нагревают в вакуумном котле примерно до 100 °C, чтобы испарить остатки воды, взбивают сжатым воздухом и разливают по банкам.
В Киргизии популярен метод выделения топлёного масла из каймака. Технология такая как и со сливочным маслом: каймак при высокой температуре превращается в жидкое масло. Верхняя, жидкая и прозрачная часть аккуратно переливается в другую ёмкость, а на дне остаётся чёбёгё (кирг. чөбөгө) — тёмно-коричневый осадок, оставшийся после растопленного каймака. Обычно в эту массу добавляют сахар и после остывания она приобретает такую же плотность как и халва. Её едят с хлебом или без него. По-киргизски топлёное масло называется «сары май», что дословно переводится как «жёлтый жир».

## Гхи
В индийской и пакистанской кухне топлёное масло является важнейшим пищевым жиром. Приготовляемое традиционным способом, оно называется «гхи», имеет лёгкий ореховый аромат и привкус и хранится гораздо дольше изготовленного промышленным способом. Основное отличие в технологии получения гхи заключается в том, что в отличие от обычного топлёного масла, которое считается готовым сразу после разделения компонентов, гхи томится на небольшом огне несколько часов, что позволяет упавшему на дно белковому осадку мягко карамелизироваться, вступив в реакцию Майяра с молочными сахарами, что придаёт гхи характерный янтарный цвет и ореховые запах и привкус. Это сближает его с коричневым маслом французской кухни, хотя оно и готовится небольшое время на сильном огне, и используется скорее как тёплый соус к мясу и овощам.
В индуизме продукт играет важную роль в церемониях жертвоприношений. Кроме того, индийские масляные лампы в большинстве заправляются топлёным маслом.